# Église Saint-Pierre-et-Saint-Paul de Ribemont
Pour les articles homonymes, voir Église Saint-Pierre-et-Saint-Paul.
L'église Saint-Pierre-et-Saint-Paul est une église située à Ribemont, en France.

## Localisation
L'église est située sur la commune de Ribemont, dans le département de l'Aisne.

## Historique
Le monument est classé au titre des monuments historiques en 1921.